# Rick Miller
Richard Alan Miller (Grand Rapids, Míchigan, 19 de abril de 1948), más conocido como Rick Miller, es un exjugador profesional estadounidense de béisbol que se desempeñó en la posición de jardinero central en las Grandes Ligas de Béisbol (MLB). Es poseedor de un Guante de Oro.

## Carrera
Miller jugó como profesional siete temporadas en Boston Red Sox (1971-1977), después pasó a California Angels (1978-1980), luego regresó a Boston Red Sox, donde jugó tres temporadas (1981-1985), y fue el equipo en el que se retiró.

## Premios
Fue galardonado con el Guante de Oro en una oportunidad (1978).